# Volání o pomoc
Volání o pomoc (Reign Over Me) je americký dramatický film z roku 2007, napsaný a režírovaný Mikem Binderem a produkovaný Jackem Binderem. Ve filmu hrají: Adam Sandler, Don Cheadle, Jada Pinkett Smith, Liv Tyler, Donald Sutherland, Saffron Burrows a Mike Binder. Distribuován Columbia Pictures byl film vydán (v Americe) 23. března 2007, na DVD a Blu-ray pak 9. října 2007.

## Děj
Dva staří přátelé, kteří se dlouho nestýkali, se po letech náhodně sejdou v New Yorku.
Po útocích z 11. září 2001 Charlie Fineman (Sandler) ztratil všechno, co bylo v jeho životě důležité. Už uplynulo pět let od smrti jeho manželky a dcer a kdysi úspěšný a společenský člověk se stal stínem svého bývalého já.
Když osud svede Charlieho a jeho bývalého spolubydlícího z koleje Alana Johnsona (Cheadle) znovu dohromady na rohu ulice Manhattanu, je Alan šokován tím, jak hluboko se jeho starý přítel propadl. Charlie má dlouhé vlasy a neustálou hudbou ze sluchátek přehlušuje své děsivé vzpomínky a představy ve své mysli.
Ačkoli se na povrchu zdá, že je Alan úspěšný zubař a má všechno, tlak rodiny a kariéry mu to silně ztěžuje. V klíčovém okamžiku, kdy Charlie i Alan potřebují důvěryhodného přítele, posilující síla znovu zažehnutého přátelství poskytuje záchranné lano.
Alan usiluje o to, aby vyvedl Charlieho z jeho ulity a přesvědčuje ho, aby navštívil terapeuta (Liv Tyler). Charlie téměř nekomunikuje a končí zasedání po několika minutách. Jeho terapeutka mu říká, že potřebuje někomu říct příběh své rodiny. Charlie ho tak brzy prozradí Alanovi, ale pak se pokusí spáchat sebevraždu, zatknou ho a skončí v léčebně.
Bylo zahájeno soudní řízení, kde soudce (Sutherland) musí rozhodnout, zda umístit Charlieho do psychiatrické péče proti jeho vůli. Soudce ponechává rozhodnutí na Charlieho příbuzných z manželčiny strany. Ptá se jich, co by jejich dcera pro Charlieho chtěla a oni se rozhodnou, že nebude umístěn na psychiatrii. Místo toho se Charlie stěhuje do nového bytu a zanechává za sebou bolestivé vzpomínky spojené s bývalým domovem. Na konci filmu Alan navštíví Charlieho a jeho žena mu zavolá a řekne mu: „Miluji tě a chci jen, abys přišel domů.“